# Bertil Uggla
Bertil Uggla (n. 19 august 1890, Solna⁠(d), comitatul Stockholm, Suedia – d. 29 septembrie 1945, Karlstad church parish⁠(d), Comitatul Värmland, Suedia) a fost un săritor cu prăjina, scrimer și pentatlonist ce a reprezentat Suedia, medaliat olimpic. A participat la 3 ediții ale Jocurilor Olimpice (1912, 1924, 1928) în care a câștigat două medalii de bronz.

## Palmares
| An   | Competiție        | Locație           | Loc            | Eveniment        | Note    |
| ---- | ----------------- | ----------------- | -------------- | ---------------- | ------- |
| 1912 | Jocurile Olimpice | Stockholm, Suedia | 3              | prăjină          | 3,80    |
| 1920 | Jocurile Olimpice | Anvers, Belgia    | 7 (primul tur) | spadă            |         |
| 1920 | Jocurile Olimpice | Anvers, Belgia    | 11             | spadă pe echipă  |         |
| 1924 | Jocurile Olimpice | Paris, Franța     | 3 (primul tur) | spadă pe echipă  |         |
| 1924 | Jocurile Olimpice | Paris, Franța     | 3              | pentatlon modern | 45 pct. |
| 1928 | Jocurile Olimpice | Amsterdam, Olanda | 12             | floretă          |         |
| 1928 | Jocurile Olimpice | Amsterdam, Olanda | 3 (primul tur) | spadă pe echipă  |         |